# جامعة المدينة (لبنان)
 جامعة المدينة (المعروفة سابقًا بجامعة المنار في طرابلس) هي جامعة خاصة في لبنان تأسست عام 1990.

## معاومات الجامعة
- العنـوان: طرابلس – لبـنان
- P.O. Box 676, Tripoli, Lebanon
- الهاتف: 06.426800 – 06.426801 – 06.426802

رخصت الجامعة بموجب المرسوم رقم 720 تاريخ 15/11/1990

## الكليات والمعاهد المرخصة
1. كلية الزراعة
2. كلية الصحة العامة: معهد التمريض العالي (تمريض 3 سنوات)
3. كلية الآداب والعلوم الإنسانية: اجازة في اللغة العربية وآدابها، في اللغة الفرنسية وآدابها، في اللغة الإنكليزية وآدابها
4. معهد التكنولوجيا العالي
5. معلوماتية ادارية
6. الكترونيك
7. تكنولوجيا الهندسة المدنية
8. مراجعة وخبرة في المحاسبة
9. معلوماتية

## وصلات خارجية
- الموقع الإلكتروني
- جامعة المنار Al Manar University